# Éric Alégret
Éric Alégret (cunoscut sub numele Coco; n. 2 august 1965, Sarlat-la-Canéda, Aquitaine, Franța) este un jucător francez de rugby. Joacă la CA Brive.